# Газопереробний завод Віджайпур
Газопереробний завод Віджайпур – інфраструктурний об’єкт нафтогазової промисловості у індійському штаті Мадг'я-Прадеш.
Наприкінці 1980-х у Аравійському морі почалась розробка великого газового родовища Бассеін. Хоча його продукція проходила підготовку на газопереробному заводі Хазіра, проте у товарному газі, який надходив до газопровідної системи Хазіра – Віджайпур – Аурая ще залишались певні обсяги фракції С3+ (а також весь етан). Враховуючи це, власник газопроводу компанія GAIL вирішив спорудити газопереробний завод у Віджайпурі. В 1991 та 1992 роках тут стали до ладу дві черги, кожна з яких була розрахована на прийом 7,5 млн м3 газу на добу. Кожна з них могла за рік вилучати 200 тисяч тон фракції С3+ із випуском зрідженого нафтового газу (пропан-бутанова фракція), пентану та газового бензину (naphtha). Після встановлення у 1995/1996 фінансовому році додаткового обладнання до переліку товарної продукції також додали пропан. Крім того, у підсумку потужність заводу з випуску товарної продукції С3+ зросла до 557 тисяч тон на рік.
Наприкінці 1990-х поблизу Аураї почав роботу нафтохімічний майданчик, що передусім споживав вилучений газопереробним заводом Пата етан. Втім, до Аураї доходила лише частина отриманого з узбережжя ресурсу, тоді як інша відправлялась із газового хабу у Віджайпурі по трубопроводах Віджайпур – Дадрі, Віджайпур – Гадепан, або споживалась прямо у Віджайпурі потужним заводом азотних добрив. Як наслідок, для розширення нафтохімічного виробництва у Пата вирішили модернізувати завод у Віджайпурі та надати йому можливість вилучати етан. В 2015-му тут ввели в дію установку, що здатна приймати понад 21 млн м3 газу на добу. Після попередньої підготовки (вилучення діоксиду вуглецю) ця установка виділяє фракції С3+ та С2+. Фракція С3+ відправляється для фракціонування на споруджені в 1990-х роках лінії, при цьому належне до останніх обладнання з попередньої підготовки перебуває в резерві та підключається до роботи лише в особливих випадках. 
Фракція С2+ (етан-пропанова суміш) підлягає відправці у напрямку Аураї. На етапі проектування розглядалась можливість спорудження етанопроводу, проте за результатами економічних розрахунків віддали перевагу схемі з домішуванням фракції С2+ до газу, що перекачується по трубопроводу Віджайпур – Аурая, із наступним повторним фракціонуванням етану на газопереробному заводі у Пата.